# René Rivière
Pour les articles homonymes, voir Rivière (homonymie).
René Rivière, avocat français du XVIIe siècle, Sieur de la Ménardière, il est né à Mayenne. 

## Biographie
Avocat du roi au grenier à sel de Mayenne, homme d'une grande capacité dans les affaires du barreau dit Jean-Baptiste Guyard de La Fosse. Il était en 1650 exécuteur testamentaire d'un des prêtres qui contribuèrent le plus à l'ornement de l'église de N.-D. de Mayenne, Jean Le Gras, curé de la Dorée. Dom Liron nous apprend qu'il est auteur de Commentaires et notes sur la Coutume du Maine et d'un recueil d'arrêts rendus dans la même Coutume, le tout resté manuscrit. Ces ouvrages étaient au XVIIIe siècle dans la bibliothèque de M. Tanquerel (et non Tancredel).

## Source
« René Rivière », dans Alphonse-Victor Angot et Ferdinand Gaugain, Dictionnaire historique, topographique et biographique de la Mayenne, Laval, A. Goupil, 1900-1910 [détail des éditions] (BNF 34106789, présentation en ligne)